# Tour Choukhov sur l'Oka

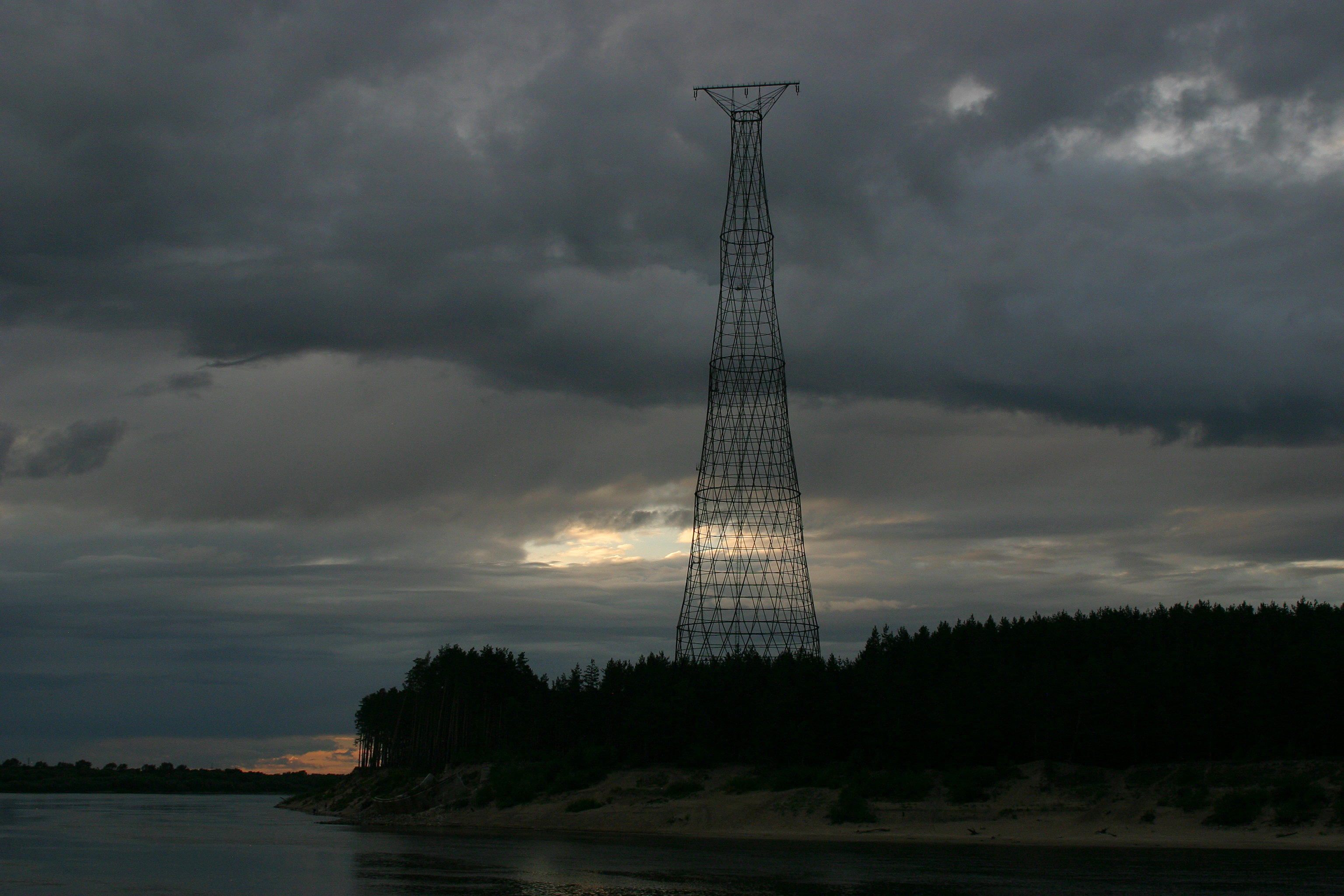
Tour Choukhov sur l'Oka dans la banlieue de Nijni Novgorod, Russie, 2006

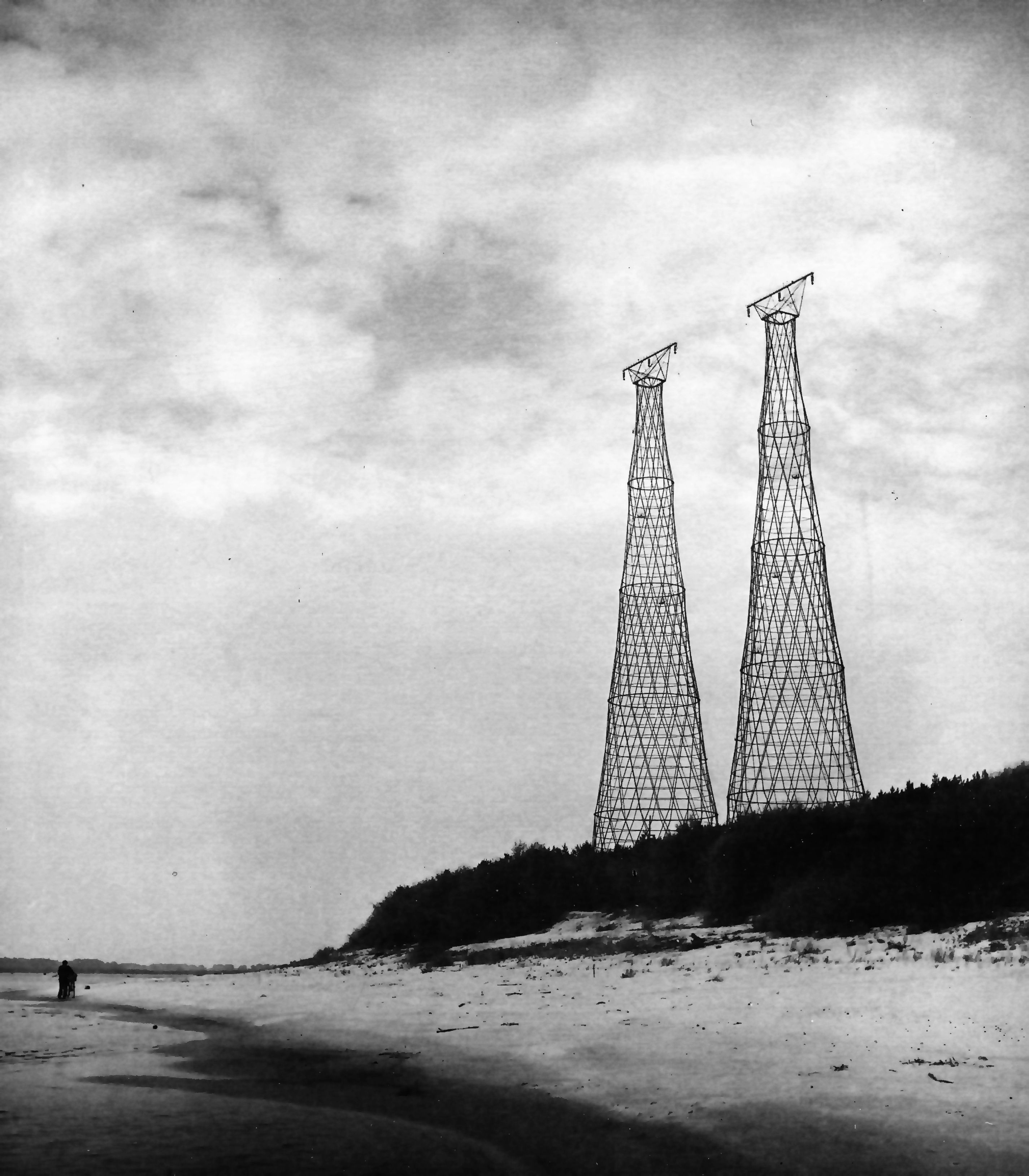
Tours Choukhov sur l'Oka, 1988

La tour Choukhov sur l'Oka (également appelée « mât de haute tension de Dzerjinsk ») est le seul pylône électrique hyperboloïde encore existant au monde. Il est situé en Russie, dans la banlieue de Nijni Novgorod, sur la rive gauche de l'Oka près de Dzerjinsk. 
À l'origine, cette tour faisait partie d'un groupe de six conçu par l'ingénieur et scientifique russe Vladimir Choukhov, construit entre 1927 et 1929. Cette tour de 128 mètres de haut a servi de pylône électrique pour des lignes à haute tension de 110 kV NiGRES longeant l'Oka.
Les deux tours de la région de Nijni-Novgorod avaient été reconnues patrimoine culturel et protégées par l'État (loi no 204 du 20.08.1997), mais malgré cette loi de protection, au printemps de 2005 une des tours a été illégalement détruite pour en récupérer les métaux.
Le pylône se compose de cinq sections de treillage d'acier de 25 mètres de haut, formées par des hyperboloïdes de cavité simple de révolution. Les sections de pylône sont faites de profils droits, dont les extrémités reposent sur les fondations circulaires. La fondation en béton a un diamètre de 30 mètres. La tour pèse 146 tonnes.

## Photographies

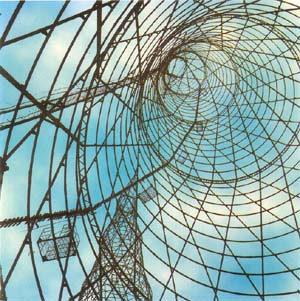
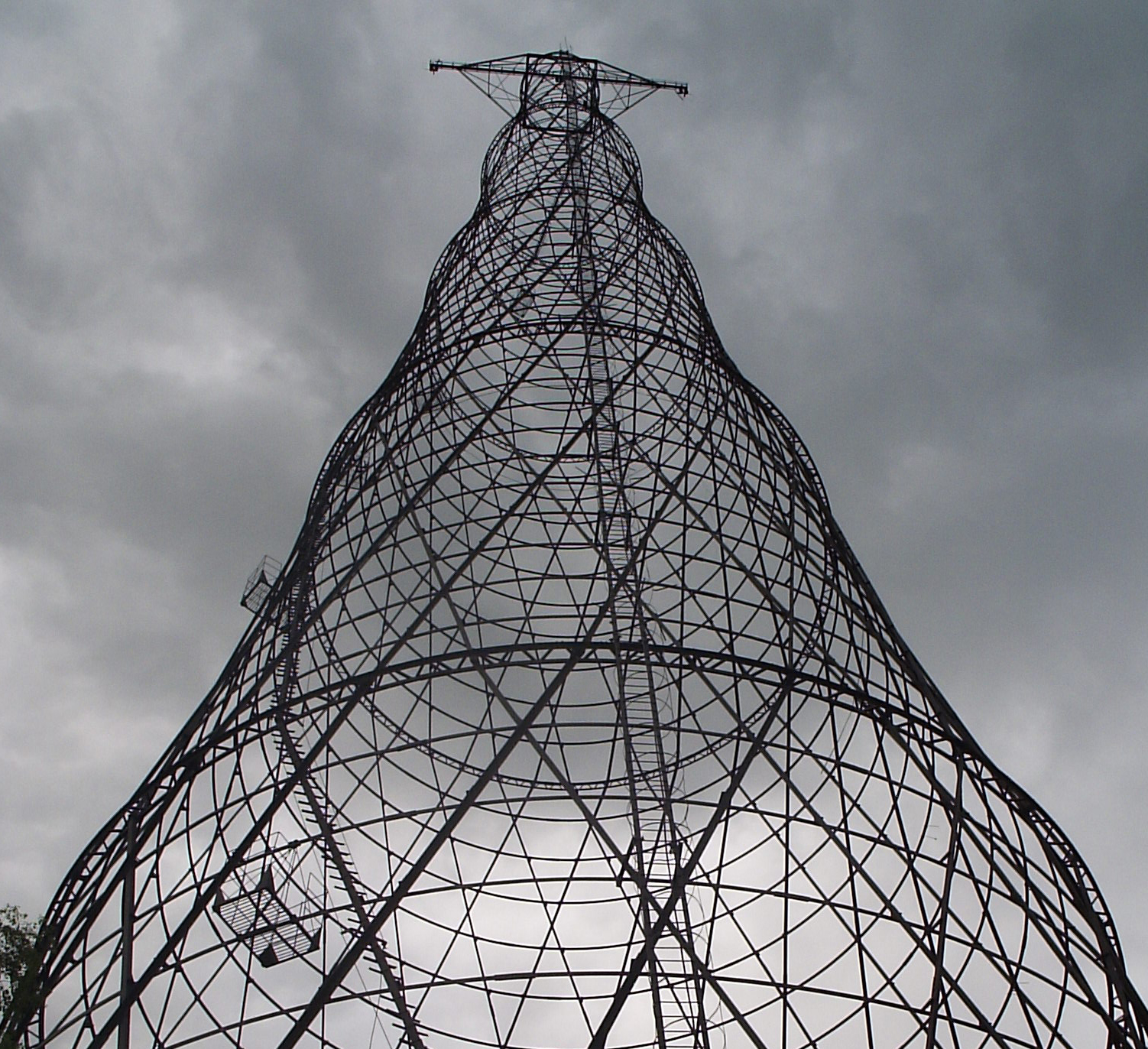